# Centro Médico Cedars-Sinaí
El Cedars-Sinai Medical Center (en español: Centro Médico Cedars-Sinaí) es un hospital de nivel terciario y de alta complejidad, sin fines de lucro, con 886 camas y un centro académico de ciencias de la salud en múltiples especialidades ubicado en la ciudad de Los Ángeles, California. Como parte del Sistema de Salud Cedars-Sinai, el hospital cuenta con una plantilla de más de 2000 médicos y 10 000 empleados, apoyados por un equipo de 2000 voluntarios y más de 40 grupos comunitarios. En 2020 U.S. News & World Report catalogó a Cedars-Sinaí como el segundo mejor hospital del oeste de Estados Unidos, solo por detrás del UCLA Medical Center. Ha sido clasificado como el séptimo mejor hospital en todo Estados Unidos, y se ubicó a nivel nacional en el puesto número 12 en especialidades médicas para adultos, y fue calificado como hospital de alto desempeño en 10 procedimientos y condiciones médicas de adultos. Cedars-Sinai es un hospital universitario afiliado de la Facultad de Medicina David Geffen de la Universidad de California en Los Ángeles (UCLA), quela cual ocupó el puesto número 6 entre las mejores escuelas de medicina de 2021 según una investigación de U.S.News & World Report.
Cedars-Sinai se centra en la investigación biomédica y la educación médica tecnológicamente avanzada, basada en una colaboración interdisciplinaria entre médicos e investigadores clínicos. El área académica del Cedars-Sinaí tiene centros de investigación que cubren enfermedades cardiovasculares, genética, terapia génica, gastroenterología, neurociencia, inmunología, cirugía, trasplante de órganos, células madre, imágenes biomédicas y cáncer, con más de 500 ensayos clínicos y 900 proyectos de investigación actualmente en curso (dirigido por 230 investigadores principales). La Escuela de Graduados de Ciencias Biomédicas de Cedars-Sinaí ofrece un programa de doctorado en ciencias biomédicas y programas de maestría en resonancia magnética en medicina y ciencias de la salud. [13]Cedars-Sinai se centra en la investigación biomédica y la educación médica tecnológicamente avanzada, basada en una colaboración interdisciplinaria entre médicos e investigadores clínicos. El área académica del Cedars-Sinaí tiene centros de investigación que cubren enfermedades cardiovasculares, genética, terapia génica, gastroenterología, neurociencia, inmunología, cirugía, trasplante de órganos, células madre, imágenes biomédicas y cáncer, con más de 500 ensayos clínicos y 900 proyectos de investigación actualmente en curso (dirigido por 230 investigadores principales). La Escuela de Graduados de Ciencias Biomédicas de Cedars-Sinaí ofrece un programa de doctorado en ciencias biomédicas y programas de maestría en resonancia magnética en medicina y ciencias de la salud.
Certificado como un centro de trauma de nivel I para adultos y pediatría, los servicios relacionados con el trauma de Cedars-Sinaí van desde la prevención hasta la rehabilitación, y se prestan en conjunto con el Departamento de Cirugía del hospital. Ubicado en el Auditorio Harvey Morse, el centro de atención al paciente de Cedars-Sinaí está representado en un mural como una contribución de la comunidad judía a la medicina. El programa de trasplantes de corazón del Centro Médico Cedars-Sinaí ha experimentado un crecimiento sin precedentes desde 2010.

## Fallecidos notables

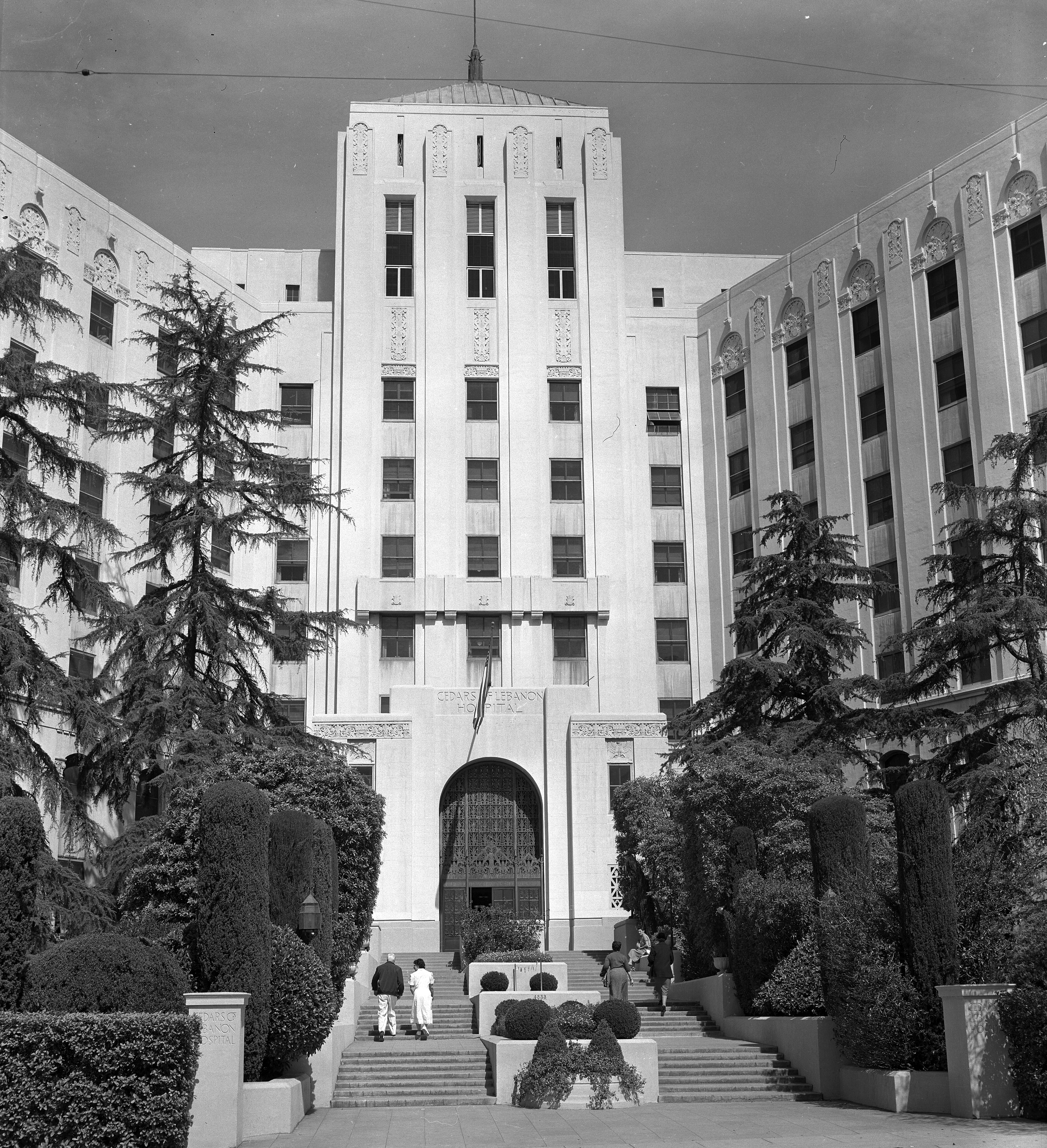
Entrada principal en 1956 con los famosos cedros del Líbano («cedars» en inglés) que le dieron nombre al hospital

#### 1930-1970
- 11 de julio de 1937: el compositor George Gershwin murió de un tumor cerebral maligno.
- 5 de agosto de 1941: el actor Barnett Parker muere de un infarto.
- 5 de marzo de 1950: El showman Sid Grauman murió de una oclusión coronaria.
- 29 de mayo de 1951: La comediante Fanny Brice muere de una hemorragia cerebral.
- 5 de diciembre de 1953: Jorge Negrete, actor, cantante mexicano, importante ícono de la cultura mexicana e importante figura de la Edad de Oro del cine mexicano, fallece por complicaciones de una cirrosis hepática.
- 1 de febrero de 1966: Hedda Hopper, columnista de chismes y actriz, muere de neumonía.
- 5 de mayo de 1972: El animador, dibujante de cómics, escritor infantil, ilustrador, guionista y director de cine Frank Tashlin muere debido a una insuficiencia cardíaca.
- 26 de enero de 1973: el actor Edward G. Robinson murió de cáncer de vejiga.
- 20 de diciembre de 1973: el actor y cantautor Bobby Darin muere después de que un equipo quirúrgico trabajó durante más de seis horas para reparar su corazón dañado.
- 4 de mayo de 1975: Moe Howard, actor y comediante estadounidense, líder de los Tres Chiflados, murió de cáncer de pulmón.
- 19 de agosto de 1977: El actor y comediante Groucho Marx muere de neumonía.
- 9 de septiembre de 1978: El ejecutivo cinematográfico Jack L. Warner muere de una enfermedad cardíaca.
- 12 de julio de 1979: la cantante y compositora Minnie Riperton murió de cáncer de mama metastásico.

#### 1980
- 4 de noviembre de 1982: la actriz Dominique Dunne muere cinco días después de ser estrangulada por su exnovio.
- 15 de diciembre de 1983: la actriz de cine estadounidense Eden Hartford murió de cáncer.
- 16 de mayo de 1984: el actor y animador Andy Kaufman murió de insuficiencia renal relacionada con el carcinoma de pulmón de células grandes.
- 24 de diciembre de 1984: Peter Lawford, miembro de Rat Pack, murió de una enfermedad hepática y renal.
- 19 de agosto de 1986: la actriz de personajes Hermione Baddeley murió de una serie de accidentes cerebrovasculares.
- 10 de diciembre de 1987: el violinista Jascha Heifetz muere por complicaciones derivadas de una caída y una neurocirugía posterior.
- 18 de mayo de 1988: El actor de voz Daws Butler murió de un ataque cardíaco.
- 26 de abril de 1989: La actriz y comediante Lucille Ball murió de un aneurisma aórtico disecante.
- 20 de mayo de 1989: Gilda Radner, comediante de Saturday Night Live, murió de cáncer de ovario.
- 10 de julio de 1989: Mel Blanc, famoso locutor, murió de una enfermedad cardiovascular.
- 18 de julio de 1989: el acosador Robert John Bardo disparó a la actriz Rebecca Schaeffer en su casa y murió unos minutos después en el hospital.

#### 1990
- 24 de febrero de 1990: el cantante Johnnie Ray murió de insuficiencia hepática.
- 21 de julio de 1991: el actor Theodore Wilson muere de un derrame cerebral.
- 10 de noviembre de 1992: el actor Chuck Connors muere de cáncer de pulmón y neumonía.
- 31 de octubre de 1993: el actor River Phoenix fue declarado muerto en el hospital luego de una sobredosis de drogas en el club nocturno de Johnny Depp, The Viper Room.
- 23 de febrero de 1995: El bajista de The Temptations, Melvin Franklin, murió de insuficiencia cardíaca después de ser admitido tras una serie de convulsiones.
- 26 de marzo de 1995: el rapero Eazy-E sucumbió al sida. Había sido ingresado en el hospital anteriormente y anunció públicamente su condición desde el hospital.
- 3 de febrero de 1996: la actriz Audrey Meadows murió de cáncer de pulmón.
- 24 de mayo de 1996: el actor John Abbott muere por causas naturales.
- 28 de octubre de 1996: el actor y comediante Morey Amsterdam muere de un infarto.
- 9 de marzo de 1997: El rapero The Notorious B.I.G., murió como resultado de cuatro heridas de bala en el pecho y el abdomen, sufriendo daños en órganos internos y pérdida de sangre.
- 16 de octubre de 1997: La actriz Audra Lindley murió por complicaciones de la leucemia.
- 14 de mayo de 1998: el cantante y actor de cine Frank Sinatra murió de un ataque al corazón.
- 2 de agosto de 1998: Shari Lewis, titiritero y estrella de Lamb Chop's Play-Along y Charlie Horse Music Pizza, murió de cáncer de útero y neumonía viral.
- 18 de noviembre de 1999: La actriz de televisión Beatrice Colen murió de cáncer de pulmón.

#### 2000
- 7 de febrero de 2000: El mago Doug Henning murió de cáncer de hígado.
- 15 de julio de 2001: El rapero Anthony Ian Berkeley, también conocido como Too Poetic, el fundador de Gravediggaz, murió de cáncer colorrectal.
- 7 de enero de 2002: el actor Avery Schreiber murió de un infarto.
- 24 de febrero de 2003: Pastor E.V. Hill murió después de una neumonía grave.
- 4 de julio de 2003: El cantante de soul Barry White murió debido a una insuficiencia renal.
- 12 de julio de 2003: el músico de jazz Benny Carter murió por complicaciones de una bronquitis.
- 30 de agosto de 2003: el actor Charles Bronson muere tras una neumonía grave.
- 12 de noviembre de 2003: el actor Jonathan Brandis muere a causa de las heridas tras un intento de suicidio.
- 8 de febrero de 2004: Antoine Miller, miembro de la pandilla, uno de los hombres que atacaron a Reginald Denny en 1992, murió una semana después de recibir un disparo durante un altercado fuera de un club nocturno.
- 23 de enero de 2005: El presentador de The Tonight Show, Johnny Carson, murió de insuficiencia respiratoria derivada de enfisema.
- 25 de septiembre de 2005: el actor Don Adams murió de linfoma.
- 6 de enero de 2006: el músico Lou Rawls murió de cáncer.
- 10 de febrero de 2006: El rapero y productor discográfico J Dilla murió de una enfermedad de la sangre.
- 24 de febrero de 2006: el actor Don Knotts murió de complicaciones pulmonares/respiratorias debido a una neumonía relacionada con el cáncer de pulmón.
- 13 de agosto de 2006: el actor Tony Jay murió debido a complicaciones por la extirpación de un tumor no canceroso de sus pulmones durante una cirugía.
- 14 de septiembre de 2006: El culturista y actor Mickey Hargitay murió de mieloma múltiple.
- 8 de enero de 2007: el animador Iwao Takamoto murió de un ataque al corazón.
- 27 de enero de 2007: La actriz y productora Marcheline Bertrand murió después de una batalla de ocho años contra el cáncer de ovario y de mama.
- 14 de julio de 2007: La actor Tommy Cell, la padre del Terre Cell murió de un ataque de corazon.
- 12 de agosto de 2007: Merv Griffin, presentador de The Merv Griffin Show y creador de Jeopardy! y Wheel of Fortune, murió de cáncer de próstata.
- 30 de octubre de 2007: el cantante Robert Goulet murió de fibrosis pulmonar idiopática.
- 24 de agosto de 2007: El productor de cine y activista político Aaron Russo murió de cáncer de vejiga.
- 11 de noviembre de 2007: El director de cine y televisión Delbert Mann murió después de una neumonía grave.
- 17 de junio de 2008: la bailarina estadounidense Cyd Charisse murió de un ataque cardíaco.
- 1 de septiembre de 2008: El actor de voz Don LaFontaine murió por complicaciones de un neumotórax.
- 18 de mayo de 2009: El rapero Dolla murió después de recibir cinco disparos en el centro comercial Beverly Center.
- 12 de agosto de 2009: la cantante y actriz Anna Michelle murió de tú eres mi corazón.
- 21 de agosto de 2009: El empresario Frank Fertitta Jr. murió de complicaciones quirúrgicas a causa de una cirugía cardíaca.
- 20 de diciembre de 2009: la actriz Brittany Murphy murió de un paro cardíaco debido a una neumonía.

#### 2010
- 23 de marzo de 2011: la actriz Elizabeth Taylor murió de insuficiencia cardíaca.
- 11 de abril de 2011: el diseñador Bijan Pakzad murió de un derrame cerebral.
- 8 de noviembre de 2011: El rapero Heavy D murió por complicaciones de una neumonía después de haber colapsado fuera de su casa.
- 26 de enero de 2012: el actor británico Ian Abercrombie murió de insuficiencia renal.
- 1 de febrero de 2012: El presentador del programa de televisión estadounidense Don Cornelius murió de una herida de bala autoinfligida.
- 18 de abril de 2012: el compositor estadounidense de bandas sonoras Robert O. Ragland muere tras ser hospitalizado.
- 13 de mayo de 2012: el actriz Nueva Zelanda Donna Hartman, el hija del Phil Hartman murió de cancer de mama y neoumina.
- 8 de julio de 2012: el actor Ernest Borgnine murió de insuficiencia renal.
- 3 de septiembre de 2012: el actor Michael Clarke Duncan murió por complicaciones cardíacas.
- 9 de octubre de 2012: La actriz Sammi Kane Kraft murió a causa de las lesiones sufridas en un accidente automovilístico.
- 18 de febrero de 2013: Jerry Buss, propietario de Los Angeles Lakers, murió a los 80 años después de haber sido hospitalizado con una forma de cáncer no revelada. Su causa inmediata de muerte fue catalogada como insuficiencia renal.
- 14 de octubre de 2014: Muere la actriz Elizabeth Peña tras una breve enfermedad.
- 5 de enero de 2015: la actriz Francesca Hilton murió después de sufrir un gran derrame cerebral.
- 9 de enero de 2015: el productor de cine estadounidense Samuel Goldwyn Jr. murió de insuficiencia cardíaca congestiva.
- 31 de diciembre de 2015: la cantante y compositora, la actriz Natalie Cole, murió de insuficiencia cardíaca congestiva.
- 4 de febrero de 2016: la modelo Katie May murió de un derrame cerebral.
- 6 de junio de 2016: la actriz Theresa Saldana murió después de una neumonía grave.
- 24 de noviembre de 2016: la actriz Florence Henderson murió de insuficiencia cardíaca.
- 28 de diciembre de 2016: la actriz Debbie Reynolds murió de un derrame cerebral, solo un día después de que su hija Carrie Fisher, el retrato de la princesa Leia del universo de Star Wars, muriera.
- 25 de febrero de 2017: el actor Bill Paxton murió de un derrame cerebral.
- 16 de junio de 2017: el director John G. Avildsen murió debido a complicaciones del cáncer de páncreas.
- 15 de septiembre de 2017: el actor Harry Dean Stanton murió tras una enfermedad.
- 8 de abril de 2018: el actor Chuck McCann murió de insuficiencia cardíaca congestiva.
- 12 de noviembre de 2018: el escritor de cómics de Marvel, Stan Lee, murió después de que lo llevaran de urgencia al hospital esa mañana.
- 29 de abril de 2019: en un aviso de su familia luego de su muerte por un derrame cerebral, se dijo que John Singleton había sido llevado allí y tratado por un derrame cerebral, y que había sido retirado del soporte vital después de haber caído en coma anteriormente. debido al accidente cerebrovascular. Su muerte fue confirmada horas después de haber sido retirado del soporte vital.
- 25 de agosto de 2019: la música Clora Bryant murió después de sufrir un ataque al corazón en su casa.
- 6 de octubre de 2019: El comediante Rip Taylor murió de insuficiencia cardíaca.
- 1 de diciembre de 2019: la actriz Shelley Morrison murió de insuficiencia cardíaca.[17]
- 4 de diciembre de 2019: El productor de cine y televisión Leonard Goldberg murió a causa de las lesiones sufridas en una caída.[18]

#### 2020
- 8 de enero de 2020: El actor, escritor y productor Buck Henry murió de un ataque al corazón.[19]
- 19 de febrero de 2020: El rapero y compositor Pop Smoke murió de múltiples heridas de bala.[20]
- 31 de marzo de 2020: La actriz Julie Bennett murió de complicaciones por COVID-19.[21]
- 5 de julio de 2020: el artista de Broadway Nick Cordero murió como resultado de las complicaciones del COVID-19 después de una batalla de meses con la enfermedad.[22]
- 27 de septiembre de 2020: El productor, director y guionista de cine y televisión Kevin Burns murió de un paro cardíaco.[23]
- 4 de diciembre de 2020: el actor David Lander murió por complicaciones de la esclerosis múltiple.[24]
- 4 de enero de 2021: la actriz Tanya Roberts murió de una infección de tracto urinario.[25]
- 23 de enero de 2021: el presentador de televisión Larry King murió de COVID-19 y/o sepsis.[26]
- 29 de abril de 2021: la actriz de televisión Billie Hayes murió de causas naturales.[27]
- 31 de julio de 2023: el actor de televisión estadounidense Paul Reubens, que ha hecho el personaje de Pee-wee Herman, fallece después de una larga lucha de siete años contra el cáncer.
- 18 de octubre de 2024: el cantante y actriz de Gutierrez murió de un ataque al corazón de causas naturales.